# 컨버터블

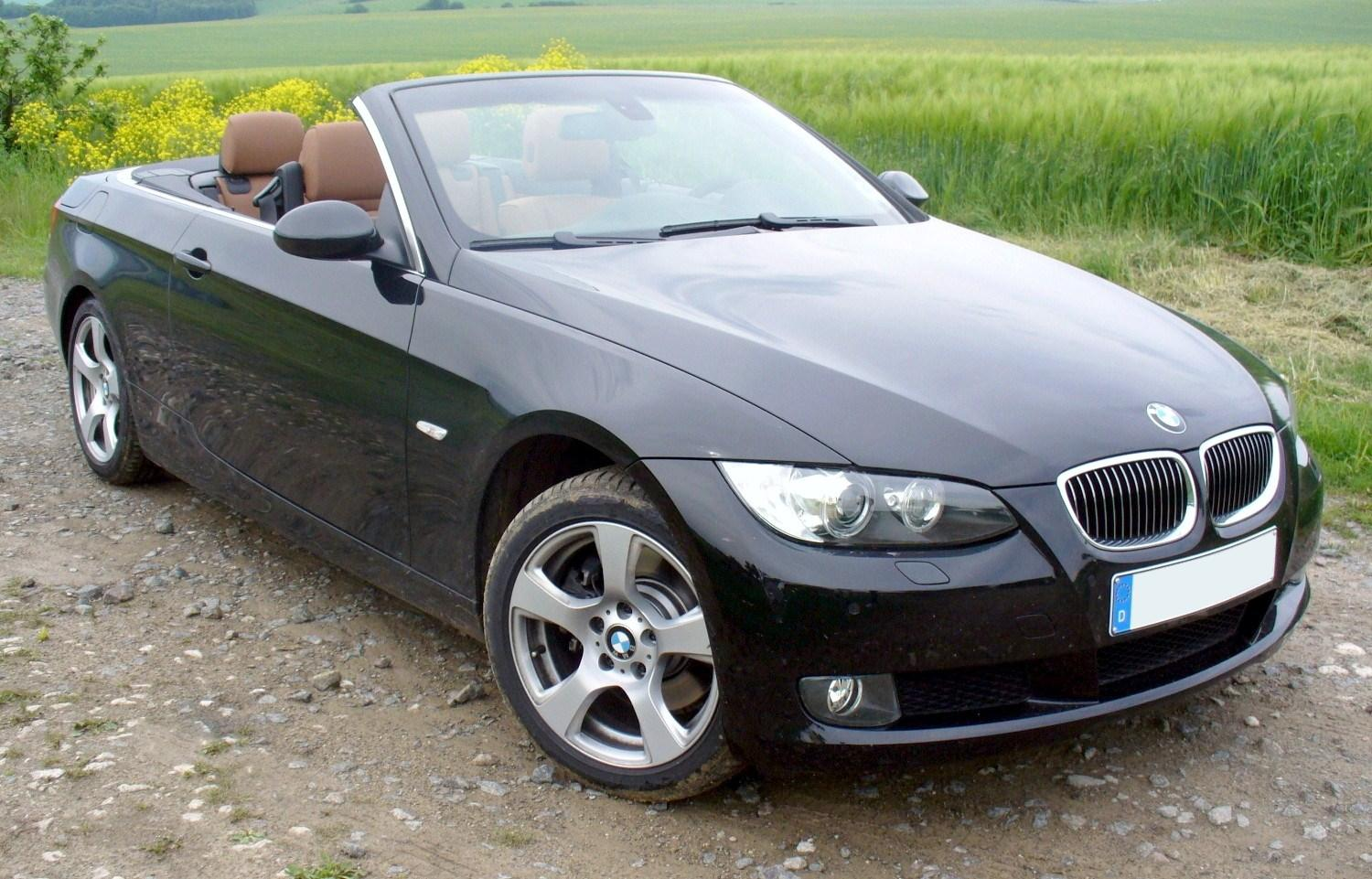
BMW 3 시리즈 카브리올레(5세대) 정측면

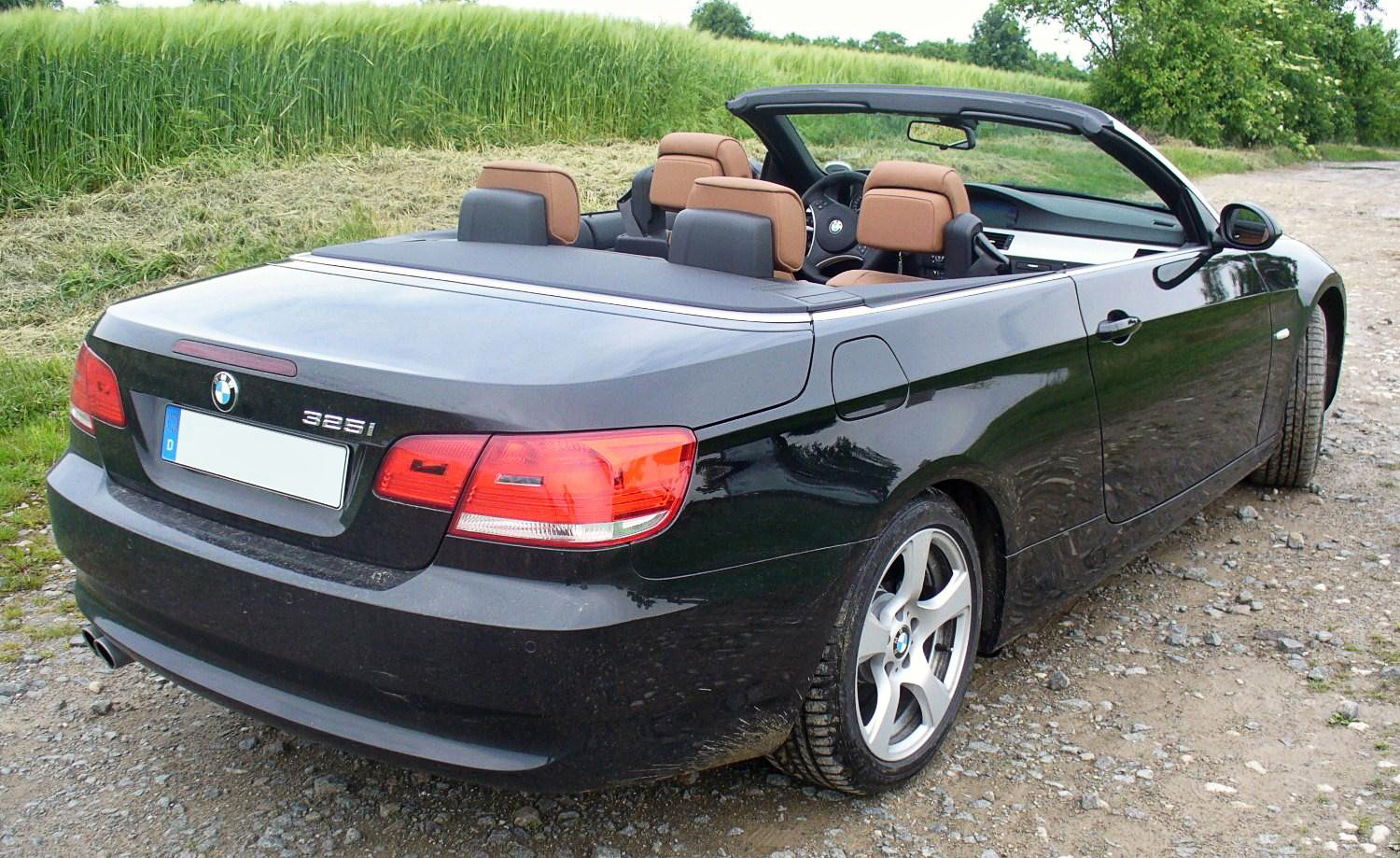
BMW 3 시리즈 카브리올레(5세대) 후측면

컨버터블(convertible)은 지붕을 접거나 펼 수 있는 자동차 외형 중 한 종류로, 미국에서 주로 사용하는 용어이다. 일반적으로 로드스터는 2인승이지만, 컨버터블은 4인승이다. 컨버터블은 보통 2도어이나, 1960년대의 링컨 컨티넨탈처럼 4도어인 경우도 있다.

## 용어
컨버터블을 독일어로 카브리올레(Kabriolett)라고 하며, 카브리오(Cabrio)라고도 부른다. 오픈카는 대한민국에서 흔하게 부르는데, 이는 영어인 'Open'과 'Car'가 일본에서 합성되어 만들어진 오픈카(Open Car, 일본어: オープンカー)가 거쳐서 들어온 언어로 일본어식 영어이다.

## 지붕 형태
지붕은 보통 직물이나 비닐로 되어 있고, 알루미늄이나 강철로 만들어진 경우도 있다. 딱딱한 소재들의 지붕은 설계가 매우 정교하기 때문에 제작에 상당한 노력이 들어야 한다. 알루미늄이나 강철 같은 딱딱한 소재로 된 것은 하드탑이라고도 부르고, 직물이나 비닐 같은 부드러운 소재로 된 것은 소프트탑이라 한다. 자동차 종류의 하나인 로드스터도 지붕을 접을 수 있어 컨버터블과 유사해 보이나, 컨버터블은 측면 유리창을 올렸다 내렸다 할 수 있으며, 지붕이 닫혔을 경우 전체적인 형태가 쿠페와 거의 같아진다.

## 역사
역사적으로 1910년에서 1930년 사이의 빈티지기 시대의 자동차들은 기본적으로 컨버터블이었다. 지붕을 얹기에는 약한 엔진과 자동차는 마차와 비슷한 것이라는 대중의 인식으로 인한 것이었다. 그러나 1910년에 캐딜락이 최초로 지붕으로 닫힌 자동차를 내놓으면서 기본 자동차 외형이 변화하기 시작했다. 이후로 컨버터블은 자주 적용되는 자동차 외형은 아니었다. 특히 미국에서는 미국 정부가 1970년대 중반 자동차 전복 사고 시의 안전에 관한 규제를 시행하면서 미국 자동차 제조 회사들이 컨버터블 제작을 꺼려했다. 심지어 1976년에 캐딜락 엘도라도의 광고 문구가 '미국의 마지막 컨버터블'(The last convertible in America)일 정도로 1970년대에는 컨버터블이 거의 자취를 감추었다. 대신 타르가 톱(Targa tops)이 머슬카에 적용되면서 컨버터블의 대체 디자인으로 각광을 받았다. 그러나 1980년대들어 크라이슬러 레바론과 사브 900 등이 등장하며, 컨버터블은 다시 화려하게 재기한다. 게다가 유럽에서는 폭스바겐 골프 같은 소형차들이 카브리올레 디자인으로 판매되었다. 최근에는 거의 모든 자동차 제조 회사들이 컨버터블 자동차를 생산할 정도로 다양한 컨버터블이 생산되고 있다.

## 같이 보기
- 지붕
- 로드스터
- 쿠페
- 그란투리스모